# 无崖子
無崖子，金庸武俠小說《天龙八部》神級角色，逍遙子的二弟子，逍遙派第二代掌門人，天山童姥的師弟，李秋水的師兄，“聪辩先生”蘇星河、「星宿老怪」丁春秋和虛竹的師父，函谷八友的師祖，王語嫣的外公，王夫人李青蘿的父親，北冥神功集大成功者，武學修為極高，內力尤為深厚，武功已臻化境，為金庸小說中武功絕頂的高手之一， 主修北冥神功。
無崖子真氣尚存之時长鬚三尺，没一根斑白，脸如冠玉，更无半丝皱纹，年纪显然已经不小(93歲)，却仍神采飞扬，风度闲雅，但傳輸虛竹後急速枯槁而死。

## 生平
無崖子是逍遙派袓師逍遙子的二弟子。師妹兼妻子是李秋水，師姊是天山童姥，徒弟是「聰辯先生」蘇星河、「星宿老怪」丁春秋和虛竹，徒孫是函谷八友。
無崖子武功造詣非凡，已達登峰造極的境界，虛竹得其真傳後，僅發揮不到一成的功力，凌空虛擊一掌，一堵板壁登時垮了半邊。是小說數一數二的頂尖高手，功力在師姊天山童姥和師妹李秋水之上。
比師姊天山童姥小三歲。
无崖子老态龙钟之年，却风采不减当年，无怪天山童姥和李秋水为其倾心。
无崖子聰明之極，武琴棋書画医土花戲無一不曉，無一不精。
師門「北冥神功」只傳了无崖子一人，是无崖子的防身神功，可以吸取他人的内力以供己用，迅速提升功力。
無崖子亦與同門師姊妹天山童姥和李秋水有著情愛糾葛，天山童姥和李秋水争风吃醋的争斗一辈子，也毁了她们的一生，無崖子以男色誘之，習得李秋水和天山童姥專研的「小無相功」和缺陷版「不老長春功」，成為三人中最強的人。
無崖子先與童姥相愛，後來童姥在練功時受李秋水故意干擾，身材永遠不能長大，相貌差了，無崖子便移愛李秋水，但對童姥卻絕口不認。
無崖子成就最大，功力最強，繼承師父做了「逍遙派」掌門。
無崖子與李秋水兩人生了李青蘿後，共居大理無量山「瑯環福地」中，在山洞內藏有普天下各路的武功，師兄妹情深愛重，時而月下對劍，時而花前賦詩，歡好彌篤，不過常被師姊天山童姥監視他與李秋水的私生活。無崖子於琴棋書畫、醫卜星象皆所涉獵，所務既廣，加上童姥常對他說李秋水的壞話因此對李秋水不免疏遠，並且如希臘神話的比馬龍，打造了「神仙姐姐」的玉像，其模型則是想像李秋水的妹妹成年時所塑造，玉像完成後，無崖子便著迷於玉像，李秋水因无崖子不再理她而生气，故意找了很多俊男来行乐，打算引無崖子注意，可是，无崖子一怒离开。
及後，丁春秋背叛師門，並與李秋水互相勾結，有了私情，而被師姊天山童姥揭發，無崖子欲殺二人，因此丁春秋突然發難，聯合李秋水偷襲無崖子，並將他打落懸崖，幸得李秋水良心發現，阻止丁春秋再下毒手，才僥倖不死。蘇星河因此裝聾作啞以瞞過丁春秋，無崖子藉此詐死隱遁，並蘇星河的名義擺下「珍瓏」棋局，等待天下豪傑破解，以招收關門弟子，再覓李秋水傳授，對付丁春秋，哪知一等便是三十年。
九十三歲那年，少林派虛竹意外破解了珍珑棋局，無崖子只能強行收他為徒，使“北冥神功”化去他的少林派內功，並逆運“北冥神功”把逍遙派七十年的功力盡數傳入虛竹體內及把逍遙派掌門一位傳給他，遺命他剷除丁春秋後便即死去。

## 武功
凌波微步
依照周易六十四卦的方位而演變的武功步法，步法甚怪，須得憑空轉一個身或躍前縱後、左竄右閃，方合於捲上的步法，禦敵對陣時只需按六十四卦步法行走而無需顧忌對手的存在，是一種我行我素、天馬行空的上乘功夫。
另外凌波微步是以動功修習內功，腳步踏遍六十四卦一個周天，內息自然而然的也轉了下個周天，因此每走一遍，內力便有一分進益。
北冥神功
使用之後可以對目標發動吞噬天地的一擊，對其内力造成大量傷害，並使部分傷害轉化為自己的内力，内力既厚，天下武功无不为我所用，犹如北冥，大舟小舟无不载，大鱼小鱼无不容，能够容纳几千里的大鱼必定是非常广阔的海洋，因而北冥神功正是寓含了广大恢宏之意，也体现了神功的威力。
小無相功
威力強大，其主要特點是不着形相，無跡可尋，只要身具此功，再知道其他武功的招式，倚仗其威力無比，可以模仿別人的絕學甚至與原版極為近似，外行很難分辨。
天山六陽掌
共分六式，每招名稱中均帶一「陽」字，故名「六陽掌」，輕靈飄逸，閒雅清雋，招招兇險，攻敵要害，此掌法威力極大，打中敵人要害即可使其真氣失控即死，且也是化解生死符的唯一法门！

## 相關人物
|        |        |        |        |        |        |      |      |        |        |        |        | 無崖子 | 無崖子 | 無崖子 | 無崖子 | 無崖子          | 無崖子          |                 |                 | 李秋水          | 李秋水          | 李秋水 | 李秋水 | 李秋水 | 李秋水 |        |        |        |        |  |  |        |        |        |        |        |        |
|        |        |        |        |        |        |      |      |        |        |        |        | 無崖子 | 無崖子 | 無崖子 | 無崖子 | 無崖子          | 無崖子          |                 |                 | 李秋水          | 李秋水          | 李秋水 | 李秋水 | 李秋水 | 李秋水 |        |        |        |        |  |  |        |        |        |        |        |        |
|        |        |        |        |        |        |      |      |        |        |        |        |        |        |        |        |                 |                 |                 |                 |                 |                 |        |        |        |        |        |        |        |        |  |  |        |        |        |        |        |        |
|        |        |        |        |        |        |      |      |        |        |        |        |        |        |        |        |                 |                 |                 |                 |                 |                 |        |        |        |        |        |        |        |        |  |  |        |        |        |        |        |        |
| 段延慶 | 段延慶 | 段延慶 | 段延慶 | 段延慶 | 段延慶 |      |      | 刀白鳳 | 刀白鳳 | 刀白鳳 | 刀白鳳 | 刀白鳳 | 刀白鳳 |        |        | 李青萝 (王夫人) | 李青萝 (王夫人) | 李青萝 (王夫人) | 李青萝 (王夫人) | 李青萝 (王夫人) | 李青萝 (王夫人) |        |        | 段正淳 | 段正淳 | 段正淳 | 段正淳 | 段正淳 | 段正淳 |  |  | 段正明 | 段正明 | 段正明 | 段正明 | 段正明 | 段正明 |
| 段延慶 | 段延慶 | 段延慶 | 段延慶 | 段延慶 | 段延慶 |      |      | 刀白鳳 | 刀白鳳 | 刀白鳳 | 刀白鳳 | 刀白鳳 | 刀白鳳 |        |        | 李青萝 (王夫人) | 李青萝 (王夫人) | 李青萝 (王夫人) | 李青萝 (王夫人) | 李青萝 (王夫人) | 李青萝 (王夫人) |        |        | 段正淳 | 段正淳 | 段正淳 | 段正淳 | 段正淳 | 段正淳 |  |  | 段正明 | 段正明 | 段正明 | 段正明 | 段正明 | 段正明 |
|        |        |        |        |        |        |      |      |        |        |        |        |        |        |        |        |                 |                 |                 |                 |                 |                 |        |        |        |        |        |        |        |        |  |  |        |        |        |        |        |        |
|        |        |        |        | 段譽   | 段譽   | 段譽 | 段譽 | 段譽   | 段譽   |        |        |        |        |        |        |                 |                 |                 |                 | 王語嫣          | 王語嫣          | 王語嫣 | 王語嫣 | 王語嫣 | 王語嫣 |        |        |        |        |  |  |        |        |        |        |        |        |
|        |        |        |        | 段譽   | 段譽   | 段譽 | 段譽 | 段譽   | 段譽   |        |        |        |        |        |        |                 |                 |                 |                 | 王語嫣          | 王語嫣          | 王語嫣 | 王語嫣 | 王語嫣 | 王語嫣 |        |        |        |        |  |  |        |        |        |        |        |        |

1. ↑  童飘云
2. ↑  [天龍八部2005年新修版天山童姥篇]
3. ↑  姓李

## 影視形象

### 劇集
- 鄭君綿：香港無綫電視《天龍八部》（1982年）
- 李成昌：香港無線電視《天龍八部》（1997年）
- 許還山：江蘇省廣播電視總台、九洲音像出版公司聯合出品《天龍八部》（2003年）
- 蘇有朋：中國華策影視、東陽大千影視聯合出品《天龍八部》（2013年）
- 崔鵬：中國新麗傳媒《新天龍八部》（2021年）